# Willi Krakau
Willi Krakau (* 4. Dezember 1911 in Schönebeck; † 26. April 1995 in Peine) war ein deutscher Automobilrennfahrer.

## Karriere als Rennfahrer
Sein erstes Rennen fuhr Krakau mit einem BMW 328 beim Eifelrennen 1937 auf der Nordschleife des Nürburgrings. Nach dem Krieg war er erstmals 1947 in Hockenheim am Start. Im Rennen noch vor Karl Kling gelegen, fing sein Wagen Feuer und er musste aufgeben. Als erster deutscher Fahrer nach dem Krieg nahm Krakau an einem offiziellen Rennen in Italien, dem Gran Premio dell'Autodromo di Monza 1950 teil, wobei für ihn als erstem deutschen Sportler die Bundesflagge neben den Farben der anderen Nationen am Ehrenmast wehte. 1952 war er für den Großen Preis von Deutschland gemeldet, konnte im Training aber keine vollständig gezeitete Runde erzielen und daher am Rennen nicht teilnehmen.

## Andere sportliche Aktivitäten
Willi Krakau, der in jungen Jahren auch ein hoffnungsvoller Ruderer war, gehörte 1936 der deutschen olympischen Rudermannschaft an. Nebenbei war er begeisterter Boxer und Skiläufer. So gewann er zur größten Überraschung der Experten als „Flachländer“ einen 50-km-Langlauf im Erzgebirge gegen größte Konkurrenz aus ganz Deutschland. 1934 wurde Krakau Skilehrer der ehemaligen Königin Friederike von Griechenland.
Nach dem Ende seiner Rennfahrerkarriere widmete Krakau sich dem Bergsteigen und dem Unterwassersport mit Tauchgerät und Harpune.
Neben seinen aktiven sportlichen Tätigkeiten war Krakau Mitglied der ehemaligen Obersten nationalen Sportbehörde und Angehöriger des Hauptsportausschusses des ADAC in München.